# Campionato francese di rugby a 15 1988-1989
Il Campionato francese di rugby a 15 1988-1989 fu disputato da 32 squadre divise in 4 gironi di 8. Le prime 4 di ogni gruppo, per un totale di 16, sono qualificate per la fase ad eliminazione diretta.
È  Tolosa a conquistare il suo 10º Scudo di Brennus battendo il Tolone in finale.

## Fase di qualificazione
Le squadre sono indicate in ordine di classifica, in grassetto le ammesse agli ottavi di finale.
| - Stade toulousain - US Dax - AS Montferrand - SU Agen - CS Bourgoin-Jallieu - US Cognac - Stade montchaninois - CA Villeneuve-sur-Lot | - Stadoceste tarbais - Blagnac SCR - FC Lourdes - CA Bègles-Bordeaux - CO Le Creusot - Stade bagnérais - USA Perpignan - RC Nimes   |
| - RC Toulon - Aviron bayonnais - CA Brive - SC Graulhet - Stade aurillacois - Stade montois - US Colomiers - US Bergerac               | - FC Grenoble - AS Béziers - RC Narbonne - Racing club de France - RC Hyères - Villefranche de Lauragais - RRC Nice - Boucau-Tarnos |

## Play off
(In grassetto le qualificate al turno successivo)
| OTTAVI DI FINALE |   |         |       |       |
| Agen             | - | Dax     | 15-15 | 45-15 |
| Racing Parigi    | - | Tarbes  | 16-15 | 0-22  |
| Begles           | - | Tolosa  | 3-47  | 15-27 |
| Lourdes          | - | Blagnac | 6-10  | 24-9  |

|             |   |          |       |       |
| Graullhet   | - | Grenoble | 3-36  | 9-15  |
| Narbonne    | - | Bayonne  | 39-9  | 24-18 |
| Montferrand | - | Tolone   | 21-17 | 9-29  |
| Brive       | - | Beziers  | 12-22 | 6-32  |

| QUARTI DI FINALE |   |         |         |
| Agen             | - | Tarbes  | 12-9    |
| Tolosa           | - | Lourdes | 41 - 15 |

|          |   |          |       |
| Grenoble | - | Narbonne | 13-24 |
| Tolone   | - | Beziers  | 19-12 |

| SEMIFINALI |   |        |      |
| Agen       | - | Tolosa | 9-18 |

|          |   |        |      |
| Narbonne | - | Tolone | 3-20 |

## Finale
| Arbitro: | Guy Maurette |

| |            | |
| 1' m. Laîrle (1) tr. Dupuy (6-0) 11' drop Charvet (9-3) 31' m. Charvet tr. Dupuy (15-9) 70' drop Dupuy (18-12) | Marcatori  | 6' drop Cauvy (6-3) 15' c.p. Bianchi (9-6) 21' c.p. Bianchi (9-9) 59' c.p. Bianchi (15-12) |
| Serge Laïrle (Gérard Portolan 73) Patrick Soula Claude Portolan Hugues Miorin Jean-Marie Cadieu Thierry Maset (Hervé Lecomte 69) Karl Janik Albert Cigagna Jérôme Cazalbou Philippe Rougé-Thomas David Berty Denis Charvet Didier Codorniou Jean-Michel Rancoule Joël Dupuy Non entrati : Michel Lopez Éric Bonneval Thierry Savio Bruno Coumes | Formazioni | Manu Diaz Jean-Michel Casalini (Jean-Louis Raibaut 77) Yann Braendlin Yvan Roux Jean-Charles Orso (Jean-Pierre Alarcon 80) Éric Champ Jean-François Tordo Éric Melville Jérôme Gallion Christian Cauvy Pascal Jehl Alain Carbonel Pierre Trémouille Éric Fourniols Jérôme Bianchi Non entrati : Thierry Louvet Philippe Sauton Thierry Ruet Frédéric Saint-Sardos |